# Marvel Comics
|  | Maskinoversættelse og/eller tvivlsomt indhold Denne sides indhold bærer præg af at være en maskinoversættelse og/eller meget dårligt og uklart formuleret. Det vurderes at sproget er så dårligt og eventuelt forkert eller til at misforstå, at det bør omskrives eller oversættes på ny. Du kan hjælpe med at oversætte til korrekt dansk i denne og lignende artikler. Hvis dette ikke sker inden for kort tid, kan en sletning komme på tale. Se evt. denne sides diskussionsside eller i artikelhistorikken. |

Marvel Comics er et amerikansk selskab ejet af Marvel Publishing Inc, datterselskab til Marvel Entertainment Inc. The Walt Disney Company opkøbte i 2009 Marvel Entertainment Inc, Marvels verdensomspændende moderselskab.
I 1939 blev Marvel grundlagt som Timely Comics, og i de tidlige 1950'ere blev de kendt som Atlas Comics. Brandingen af Marvel begyndte i 1961, året hvor firmaet lancerede Fantastic Four og andre superheltetitler skrevet af Stan Lee, Jack Kirby, Steve Ditko og mange andre.
Ud af Marvels karakterer er de mest velkendte Spider-Man, Wolverine, the Hulk, Iron Man, Captain America, Daredevil, Ghost Rider, Dr. Strange, Punisher, Deadpool og the Black Panther, og superheltehold som the Avengers (tegneserie), the X-Men, the Guardians of the Galaxy og Fantastic Four. Marvel har også et stort udvalg af skurke såsom Doctor Doom, the Red Skull, the Green Goblin, Thanos, Ultron, Doctor Octopus, Galactus, og Magneto.

## Historie

### Marvel grundlagt
Marvel Comics blev grundlagt som Timely Publications i 1939. Grundlæggeren var Martin Goodman, hvis første udgivelse var en western tegneserie, som blev udgivet i 1933. Goodman udvidede til noget nyt, før dette havde han allerede en meget populær tegneserie, og begyndte på en ny serie ved hans allerede eksisterende selskab i New York.
Timely Publications første offentliggørelse var Marvel Comics#1 (oktober 1939), som indeholdte nye superhelte, så som Carl Burgos' androide superhelt, Flammen og mange flere.
Firmaets første rigtige redaktør var Joe Simon. Sammen med den nu værende tegneserie legende Jack Kirby, lavede de den første patriotisk superhelt, Captain America. Tegneserien blev for første gang udgivet marts 1941 i Captain America Comics #1, og havde et salg på over en million eksemplarer.
Ingen andre Timely-figurer har været så succesfulde som disse tre. Dog er nogle betydningsfulde helte begyndt at komme frem igen. Blandt disse kan bl.a. nævnes Miss America. Timlely udgav også en sjov figur kaldet Basil Wolverton, bedst kendt i Peowerhouse Pepper. Timely udgav også en stribe af sjove dyr for børn, her er de mest kendte figurer Super Rabit og duroen Ziggy Pig and Silly Seal.
Goodman ansatte en slægtsrelateret teenager, Stanley Lieber, som assistent i 1939. Da redaktøren Simon forlod selskabet i 1941, blev Lieber – dengang skrev han under pseudonymet Stan Lee – imidlertid forfremmet til redaktør, en position Lee beholdte i årtier, hvis man ser bort fra hans tre års tjeneste i militæret under 2. verdenskrig

### 1960'erne
Med DC Comics succes i at producere superhelte sidst i 50'erne og først i 60'erne, specielt med The Justice League of America, fulgte Marvel passende med.
Redaktøren Stan Lee og freelance kunstneren Jack Kirby lavede sammen De Fantastiske Fire. Tegneserieminde og kvartet the Challengers of the Unknown som Kirby lavede for DC tilbage i 1957. Marvel begyndte yderligere at lancere flere superhelte, så som Hulk, Spider-Man, Thor, Iron Man, the X-Men og Daredevil. Udover disse, lancerede de også lidt mere kendte modstandere så som Doctor Doom, Magneto, Galactus, og Doctor Octopus. Den mest succesfulde af de nye tegneserier var The Amazing Spider-Man, skrevet af Lee og Dikto. Marvel begyndte sågar også at lave parodiske tegneserier af dem selv og andre tegneserie selskaber, tegneserien fik navnet Not Brand Echh.
Marvels tegneserier var kendt for at fokusere på at lave karakteriseringen af deres helte i et større omfang end de andre de før har lavet. Dette kunne ses i The Amazing Spider-Man. Her følger man den unge helt, lide fra usikkerhed og hverdags problemer, ligesom andre teenager. Marvels superhelte var ofte knapt så attraktive, så nørdede ud og havde ingen venner, modsat den perfekte, flotte og atletiske helt, som ofte ses i de traditionelle tegneserier. Nogle Marvel helte så helt ondskabsfulde ud. På dette tidspunkt vil denne utraditionelle måde revolutionere tegneserie.
Tegneserie historikeren Peter Sanderson skrev i 1960'erne
| Citat | DC Comics var et modstykke til Hollywood. Efter at DC havde succes med at genopfinde superhelte i de tidlige 60'ere, løb de ind i en kreativitets tørke. Der var kommet nye tilhørere indenfor tegneserier, og det var ikke bare den lille dreng der på traditionel vis havde læst den. Marvel var ved at bane vej for de nye metoder at fortælle tegneserier på, lave mere seriøse temaer, og samtidig beholde og tiltrække læsere. Desuden, blandt denne generation af læsere, var der folk som ønskede at skrive og tegne tegneserier selv, indenfor den stil Marvel havde lavet, og stadig skubbe kreativitetens udvikling fremad. | Citat |
|       | |       |

Lee blev en af de bedst kendte navne indenfor tegneserieverdenen, med hans charmerende personlighed og nylige salgsteknik i firmaet. Med hans sans for humor, og generelt hans letsindige manér, kom han i overskriften på alle aviserne, og i de hyperbolske reklamer om Marvel Comics. Kirby er specielt blevet belønnet for mange tegneserie-ideer og figurer i De fantastiske fire og Den mægtige Thor, samt Watcher, the Silver Surfer og Ego the Living Planet. Steve Ditko blev mere kendt ved at drive den kunstneriske del bag den humørsyge atmosfære i Spider-Man, samt den surrealistisk atmosfære i Dr. Strange. Lee blev ved med at modtage belønninger for hans godt finpudsede evner til at lave historier, samt hans sarte hånd i at vælge og motivere kunstnere og hans sære måde at tilknytte læserne. De lidt mindre kendte personer i selskabets industrielle stigning i 60'erne: omsætnings manager Johnny Hayes, bogholder Doris Siegler, merchandising Chip Goodman (søn af forlæggeren Martin Goodman) og Arthur Jeffrey.
Efteråret 1968, solgte grundlæggeren Goodman Marvel Comics og hans andre forlagsvirksomheder til Perfect Film and Chemical Corporation. De valgte at samle disse tre selskaber til et datterselskab kaldet Magazine Management Co. Goodman er stadig forlægger i firmaet.

### 1970'erne
I 1971 blev Marvels chefredaktør Stan Lee tilbudt af United States Department of Health, Education, and Welfare, at lave en tegneseriefortælling om stofmisbrug. Lee sagde ja og lavede en historie i tre dele om Spider-Man, hvor historien handlede om, at stoffer var farlige. Desværre blev blev Lee nægtet at udgive historien, da selskabets censurdirektion, Comics Code Authority
, nægtede at godkende historien, fordi tilstedeværelsen af narkotika ansås for at være irrelevant. Lee, med Goodmans tilladelse, udgav alligevel historien i The Amazing Spider-Man uden Comic Codes mærke. Historien blev modtaget med glade hænder, og samme år fik historien Comic Code-seglet.
Goodman trak sig tilbage som redaktør i 1972 og hans efterfølger blev Lee, som førhen havde lavet små opgaver for Marvel i ny og næ. En helt ny række af chefredaktører havde ansvaret for selskabet under endnu en stille tid for virksomheden. Marvel prøvede igen at variere, og med opdateringen af Comics Code, opnåede de succes med titler, med tema som horror (Tomb of Dracula), kampsport, (Shang-Chi: Master of Kung Fu), fantsy (Conan the Barbarian, Red Sonja), satire (Howard the Duck) og science fiction ("Killraven" i Amazing Adventures). Nogle af disse blev udgivet som sort/hvid magasiner, med målet at få voksne læsere, under deres Curtis Magasiner mærke. Marvel var nu i stand til at finansiere deres succesfulde superhelte-tegneserier fra det forrige årti ved at få en ny kioskdistributør og i høj grad ved at udvide deres tegneserie. Marvel kom foran deres rival DC Comics i 1972, under en tid hvor prisen og formatet af den normale tegneserie var under forandring. I 1971 forøgede Goodman prisen samt størrelsen af Marvels november udgave. DC Comics fulgte med, men måneden efter droppede Marvel størrelsen, dog stadig med en lille stigning i prisen.
I 1973 skiftede Perfect Film and Chemical Corporation navn til Cadence Industries, hvilket resulterede i, at Magazine management Co. skiftede navn til Marvel Comics Group. Goodman forlod nu Marvel helt og startede et nyt selskab kaldet Atlas/Seaboard Comics i 1974 for at genoptage Marvels gamle Atlas navn. Dette projekt holdt kun i halvanden år.
I midten af 70'erne blev Marvel krukket, med tilbagegangen af distributør netværket. Kultsucceser som Howard the Duck var ofre for distributørproblemet, hvor nogle titler rapporterede om lavt salg. Senere hen blev de videresolgt i de første specialbutikker. Ved slutningen af dette årti blomstrede Marvels formue atter igen, takket være stigningen af det direct market.
I oktober 1976 lavede Marvel, som allerede udgav genoptrykte tegneserier til forskellige lande, inklusive Storbritannien, en superhelt specielt for Storbritannien, kaldet Captain Britain. Captain Britains debut var udelukkende Storbritannien, men udkom senere i Amerikanske tegneserier.

### 1980'erne
I starten af 80'erne var Jim Shooter Marvels chefredaktør. På trods af den kontroversiel personlighed, kurere Shooter mange proceduremæssige sygdomme ved Marvel (inklusiv gentagende missede deadlines), og tog ansvaret for en kreativ renæssance i selskabet. Denne renæssance inkluderede starten på Epic stemplet i 1982. Dette stempel var et bevis på at materialet var ejet af skaberen. Udover dette lancere de en helt ny (omend i sidste ende forgæves) linje med navnet New Universe, for at fejre Marvels 25-års jubilæum i 1986. Hvorom alting er, var Shooter ansvarlig for introduktion af selskabets heltesamling (Contest of Champions, Secret Wars). 
I 1981 opkøbte Marvel DePatie-Freleng Enterprises animations studie, fra Looney Tunes direktøren Friz Freleng og hans arbejdspartner David H. Depatie. Selskabet fik et navne skift til Marvel Productions og begyndte at producere Marvels velkendte tv serier og film som indeholdte figurer så som The Transformers og Spider-Man and His Amazing Friends.
Marvel blev solgt til New World Entertainment i 1986, som indenfor tre år solgte det videre til MacAndrews and Forbes, eget af Revlon, mere præcist Ronald Perelman. Perelman gik offentligt med selskabet i New York Stock Exchange, og blev ansvarlig for stigningen af nye Marvel titler. Som en del af processen, lukkede Marvel animations studiet, for at begynde at outsource.

### 1990'erne
Marvel havde tjent en stor sum penge og en anerkendelse under deres tidligere årtiers succes. Marvel lancerede den meget succesfulde Marvel 2099 linje. Denne tegneserie handlede om deres figurer ude i fremtiden (Spider-Man 2099). Men i midten af dette årti, havde industrien pludseligt fald og Marvel indgives til konkurs midt i undersøgelser af Perelmans finansielle aktiviteter vedrørende selskabet.
I 1990 begyndt Marvel at sælge Marvel Universe Cards med byttekort selskabet Impel. Dette var en kollektion af byttekort der indeholdte figurer og hændelser af Marvel Universet.
Marvel købte Fleer Corporation i 1992, som først og fremmest er kendt for deres byttekort. Kort efter valgte Marvel at lave Marvel Studios, med opgaver indenfor film og TV. Avi Arad blev direktør for denne deling i 1993, med stor stigning i produktionen i 1998 og stor succes af filmen Blade.
Marvel købte i 1994 tegneseriedistributøren Heroes World, med den hensigt at bruge dem som sin egen eksklusive distributør. Som industriens andre stor forlag lavede eksklusive aftaler med andre distributionsselskaber, kom der en bølge af forlag der gik konkurs, og kun et forlag overlevede i Nord Amerika, Diamond Comic Distributors Inc.
90'erne var dominerende af salgstrick, for at sætte skub i salget, så som brugen af variant covers. Den store skiftende stilart i tegneserierne, resulterede i at universets sammenhæng gik i stykker, selv for Marvel. I 1996 begyndte Marvel at genlancere deres mest fremtrædende figurer, så som Avengers og De Fantastiske Fire, i et nyt univers kaldet Heroes Reborn. Marvels frafaldene Jim Lee og Rob Liefield fik lov til at shine universet op fra bunden af. Efter det første fald i salget, var salget langt under det forventede, og Marvel valgte at afbryde forsøget, efter at have kørt i et år. Figurende fandt tilbage til det gamle Marvel univers. I 1998 udgav Marvel det bemærkelsesværdige Marvel Knights, som foregik inden for Marvel-universet. Marvel Knights skulle indeholde benhård, grynet historie med figurer så som Inhumans, Black Panther og Daredevil. Marvel Knights modtog stor succes.

#### Marvel bliver børsnoteret
I 1991 blev Marvel børsnoteret i Marril Lynch og First Boston Corporation. Med den hurtige stigning af denne populære aktie, havde Perleman problemer med en del obligationer, han brugte til at købe andre børne underholdnings selskaber. Mange af disse obligationer blev købt af Carl Icahn, som senere havde meget kontrol under Marvels domstol, efter de gik konkurs i 1996. I 1997, efter en langtrukken domstol, landede kontrollen i de rigtige hænder af Isaac Perlmutter, ejeren af Marvels datterselskab Toy Biz. Sammen med hans kompagnon Avi Arad, forlægger Bill Jemas og chefredaktør Bob Harras, hjalp Perlmutter med at genoplive tegneserierne.

### 2000
Med det nye årtusinde, lykkedes det Marvel Comics at slippe væk fra sin konkurs, og kunne igen begynde at udgive alle sine tilbud. I 2001 valgte Marvel at trække sig fra Comics Code Authority og begynde at lave sig egen Marvel Rating System for tegneserie. Den første titel i denne tid, der ikke havde the code, var X-Force #119 (oktober 2001]. De lavede også nye brands, så som MAX, en tegneserie for de voksne læsere, og Marvel Age, lavet for det unge publikum. Udover dette, lavede de også det meget succesfulde Ultimate Marvel brand, som tillod dem at genudsende mange af deres store titler, ved at bygge mange superhelte og skurke op på ny, og introducere dem til en ny generation. Dette brand eksisterer i et univers parallelt til det traditionelle Marvel kontinuitet. Dette tillod forfatterne og kunstnerne frihed, fra figurenes historie og evner, til at designe dem på ny, og vedligeholde de andre serier om dem, uden at erstatte det fastslået kontinuitet. Dette tillod også Marvel at udnytte den nye tilgang af læsere, der ikke kendte til tegneserien, men kendte til figuren gennem film og TV. Marvel har også forbedret deres graphic novel afdeling, ved at oprettet et større udvalg. I 2007 ligger Marvel stadig øverst som tegneserieforlag, selvom industrien er svundet ind til en brøkdel af den størrelse det har været.
Stan Lee er ikke længere officielt i forbindelse med selskabet, og har fået titlen "Formand Emeritus", han forbliver dog som et legende i industrien. I 2002 lykkedes det han at sagsøge sig til en del at indkomsten fra film og varer beslægtet med Marvels figurer. Marvel Comics' moderselskab, Marvel Entertainment, bliver stadig handlet på børsen i New York. Nogle af Marvels figurer er blevet til meget succesfulde film, de største er X-Men filmserie, start i 2000, og Spider-Man filmserie, med start i 2002
November 2007, kontaktede Marvel den populære tegneserie bittorrent side, z-Cult FM, og gav dem tre dage til at fjerne alle ulovlige scanninger af Marvel tegneserier, ellers ville Marvel sagsøge dem. Z-Cult kontaktede Marvel og sagde de ville fjerne alle Marvel tegneserier fra siden inden syv dage.
Den 31. august 2009 bekendtgjorde The Walt Disney Company at have opkøbt Marvel Entertainment for 4 mia. US-dollars.[kilde mangler]

## Chefredaktør
Marvels chefredaktør overvåger den største skala af beslutninger inden for selskabet. Mens den berømte Stan Lee havde stor magt under de årtier forlæggeren Martin Goodman selvstændig styrede hans selskab, hvoraf tegneserie afdelingen forholdsvis var en lille del, har hans efterfølger, både i stort og lille omfang, været i fælles ledelse.
I de tidlige år havde selskabet kun en redaktør til at overvåge hele produktionen. Som selskabet voksede blev det ekstremt normalt at have en til at overvåge hver titel. Konceptet "forfatter-redaktør" udviklede sig. Det stammer fra dengang Stan Lee skrev og styrede det meste af produktionen.
I 1994 måtte Marvel nedlægge positionen som chefredaktør og afløse Tom DeFalco med fem andre "hold redaktører", selv om de hver havde titlen som "chefredaktør" og havde nogle redaktører under dem. De genindførte den normale stilling som chefredaktør i 1995, og gav opgaven til Bob Harras. Fem år senere blev Joe Quesada chefredaktør.
- Arthur Doktor (1940-1941)
- Stan Lee (1941-1942)
- Vincent Fago (Stand-in for Stan Lee under hans tjeneste i militæret) (1942-1945)
- Stan Lee (1945-1972)
- Roy Thomas (1972-1974)
- Len Wein (1974-1975)
- Marv Wolfman (Sort/hvid magasiner 1974-1975, hele produktionen 1975-1976)
- Gerry Conway (1976)
- Archie Goodwin (1976-1978)
- Jim Shooter (1978-1987)
- Tom DeFalco (1987-1994)
- Ingen chefredaktør (1994-1995)
- Bob Harras (1995-2000)
- Joe Quesada (2000-nuværende)

## Brands
- Maverick Merch
- Icon Comics
- Marvel Adventures
- Marvel Knights
- Marvel Illustrated
- MC2
- MAX
- Soleil
- Ultimate Marvel

### Ikkeeksisterende
- Amalgam Comics
- Curtis Magazines
- Epic Comics
- Marvel 2099
- Marvel Absurd
- Marvel Age
- Malibu Comics
- Marvel Edge
- Marvel Mangaverse
- Marvel Music
- Marvel Next
- Marvel UK
- New Universe
- Paramount Comics
- Razorline
- Star Comics
- Tsunami

## Fodnoter
1. ↑  Justice League var en gruppe af superhelte, som sammen bekæmpede det onde. Dette var meget nyt, og aldrig set før.
2. ↑  Comics Code Authority(CCA) er en del af Comics Magazine Association of America , og blev oprettet for at regulere indholdet af tegneserier og bøger i USA. Medlemmer indsendte tegneserierne til CCA, som tjekkede om de over holdt reglerne i deres comic code, og tillod derefter brugen af deres mærke på forsiden af bladet.
3. ↑  Atlas Archives
4. ↑  Direct market var er det dominerende distribution og detailhandel netværk for nordamerikanske tegneserier
5. ↑  Chuck Rozanski, "Diamond ende med at have 50 % af tegneserie markedet". MileHighComics.com (n.d.)
6. ↑  Hvor samme udgave af en tegneserie har flere omslag, nogen mere sjældne end andre.
7. ↑  Box Office Mojo: "Franchises: Marvel Comics"
8. ↑  McLean, Tom, "Marvel, DC Bite into BitTorrent", Variety.com, Bags and Boards (column), November 26, 2007]